# Фауреј Сат (Браила)
Фауреј Сат (рум. Făurei Sat) насеље је у Румунији у округу Браила у општини Сурдила-Гречи. Oпштина се налази на надморској висини од 44 m.

## Становништво
Према подацима из 2002. године у насељу је живело 401 становника, од којих су сви румунске националности.